# Operation Petticoat
Operation Petticoat (br: Anáguas a bordo / pt: Operação Petticoat) é um filme estadunidense de 1959, do gênero comédia, realizado por Blake Edwardse com roteiro de Stanley Shapiro e Maurice Richlin, baseado em história de Paul King e Joseph Stone.
Na década de 1970 o filme foi adaptado para uma série de televisão da ABC-TV, que durou de 1977 a 1979, com 24 episódios. O protagonista foi John Astin como o capitão Sherman, e dentre o elenco estava Jamie Lee Curtis, filha de Tony Curtis, e que fazia uma das enfermeiras.

## Sinopse
Em 1941, três dias após os Estados Unidos da América entrarem na II Guerra Mundial, o submarino Sea Tiger está nas Filipinas e fica muito danificado com o ataque dos japoneses. O seu comandante, Matt Sherman, quer fazer de tudo para o submarino navegar outra vez, pois o Sea Tiger nunca disparou um torpedo.
Como conseguir qualquer tipo de material está difícil, Matt vê-se forçado em aceitar os serviços do tenente Nick Holden, que não tem nenhuma experiência no mar e está sob seu comando. Assim, Sherman o designa "oficial de suprimentos" e, para cumprir a sua "obrigação", Nick rouba os depósitos da marinha auxiliado por alguns marinheiros. Desta forma o submarino começa a navegar.
Colocando o submarino à caminho da base estadunidense segura mais próxima, com um único motor funcionando, o capitão ainda se vê forçado a socorrer cinco enfermeiras do exército que ficaram presas numa localidade próxima prestes a ser invadida pelos japoneses.

## Elenco
- Cary Grant.... tenente Matt T. Sherman
- Tony Curtis.... tenente Nicholas Holden
- Joan O'Brien.... tenente Dolores Crandall
- Dina Merrill.... tenente Barbara Duran
- Gene Evans.... Molumphry
- Dick Sargent.... Stovall
- Virginia Gregg.... major Edna Heywood
- Robert F. Simon.... capitão J.B. Henderson
- Robert Gist.... tenente Watson
- Gavin MacLeod.... Ernest Hunkle
- Dick Crockett.... Harmon
- Madlyn Rhue.... tenente Reid
- Marion Ross.... tenente Colfax
- Clarence Lung.... sargento Ramon Gillardo
- Arthur O'Connell.... Sam Tostin
- George Dunn.... profeta

## Principais prémios e nomeações
- Recebeu uma nomeação ao Oscar de melhor argumento original.
- Recebeu duas nomeações ao Globo de Ouro, nas categorias de melhor filme - comédia/musical e melhor actor - comédia/musical (Cary Grant).